# 山際澄夫
山際澄夫（1950年—）是日本的新聞工作者、前產經新聞記者。曾於富士電視台節目抨擊日本政府未對台灣援助東日本大地震表達感謝是外交腦死。

## 簡歷
山口縣下關市出身。明治大學畢業後，1975年進入產經新聞社。在政治部歴任首相官邸、外務省主任等。波斯灣戰爭期間，遠赴伊拉克進行採訪。曾任紐約支局長，2002年離開報社。
他主要在外交、政治、媒體等領域的言論性雜誌《諸君！》（諸君!）、《WiLL》、《Voice》上投稿，也時常以評論人的身份出席電視節目（如《討論到天亮！》、《北野武的TV擒抱》（TVタックル）等）。

## 著作
- . 恒文社21. 2003-01. ISBN 4-7704-1086-7.
  - . 扶桑社文庫. 扶桑社. 2004-10. ISBN 4-594-04822-6.
- . 恒文社21. 2003-09. ISBN 4-7704-1102-2.
- . 日新報道. 2005-03. ISBN 4-8174-0595-3.
- . 小学館文庫. 小学館. 2006-03. ISBN 4-09-405614-9.
- . ワック・マガジンズ. 2007-12. ISBN 978-4-89831-117-2.
- . Wac bunko. ワック・マガジンズ. 2008-08. ISBN 978-4-89831-587-3.
- . Wac bunko B-119. ワック・マガジンズ. 2010-03. ISBN 978-4-89831-619-1.

## 外部連結
- （日語） 山際澄夫的首頁（官網）
- 山際澄夫 (yamagiwasumio) on Twitter （页面存档备份，存于）
- 山際澄夫　ヤマギワ．スミオ　SUMIO YAMAGIWA, Facebook Page